# Lagon Bay River
Der Lagon Bay River ist ein kurzer Bach an der Westküste von Dominica. Es verläuft im Nordwesten des Parish Saint Joseph und mündet in Morne Raquette ins Karibische Meer.

## Geographie
Der Lagon Bay River ist nur ein kurzer Fluss und entspringt am Hausberg von Morne Raquette im Gebiet von Lagon in ca. 300 m Höhe über dem Meer. Steil verläuft er in westlicher Richtung und mündet nach etwas mehr als einem Kilometer am Nordrand der Siedlung Morne Raquette ins Karibische Meer, nachdem die Goodwill Road (Edward Oliver Leblanc Highway) das Flussbett überquert hat. Der Bach führt möglicherweise nicht ganzjährig Wasser.
Benachbarte Fließgewässer sind der Coulibistrie River im Norden und der Batali River im Süden.